# Sit Still, Look Pretty
Sit Still, Look Pretty é o álbum de estreia da artista musical norte-americana Daya. Foi lançado em 7 de outubro de 2016, através da Z Entertainment, Artbeatz e RED Distribution. Todas as canções do extended play Daya foram incluídas no material.

## Singles
"Hide Away" foi lançada como primeiro single do álbum em 22 de abril de 2015. Após o lançamento, a canção atingiu a posição vinte e três na tabela norte-americana Billboard Hot 100, e recebeu certificação de platina pela RIAA.
A faixa-título do disco foi lançada nas rádios mainstream como segundo single do material em 29 de março de 2016. A canção atingiu a posição vinte e oito até o momento na Hot 100, e foi certificada ouro pela RIAA.

### Singlespromocionais
"Cool" foi lançada como faixa promocional do disco em 29 de setembro de 2016.

## Alinhamento de faixas
| Versão padrão  |                          |                                                                                                |                     |         |  |
| N.º            | Título                   | Compositor(es)                                                                                 | Produtor(es)        | Duração |  |
| 1.             | "Dare"                   |                                                                                                |                     | 3:29    |  |
| 2.             | "Legendary"              | Gino Barletta Scott Bruzenak Brett McLaughlin Britten Newbill Kara Rantovich                   | Bruzenak Barletta   | 3:24    |  |
| 3.             | "I.C.Y.M.I."             |                                                                                                |                     | 3:22    |  |
| 4.             | "Thirsty"                | Barletta Bruzenak McLaughlin Newbill                                                           | Bruzenak Barletta   | 3:19    |  |
| 5.             | "Love of My Life"        | Gino Barletta Chloe Angelides Brett McLaughlin Michael Fonseca Shane van Luntern Teal Douville | Teal Douville Omega | 3:11    |  |
| 6.             | "Hide Away"              | Barletta Bruzenak McLaughlin Newbill Tandon                                                    | Bruzenak Barletta   | 3:12    |  |
| 7.             | "Cool"                   |                                                                                                |                     | 3:54    |  |
| 8.             | "Sit Still, Look Pretty" | Barletta Bruzenak Mike Campbell Newbill                                                        | Bruzenak Barletta   | 3:22    |  |
| 9.             | "Talk"                   |                                                                                                | Teal Douville Omega | 3:01    |  |
| 10.            | "U12"                    | Barletta Bruzenak McLaughlin Newbill                                                           | Bruzenak Barletta   | 3:23    |  |
| 11.            | "Words"                  |                                                                                                |                     | 3:32    |  |
| 12.            | "Back to Me"             | Barletta John Lock McLaughlin Newbill Tandon Jaime Velez                                       | Barletta Velez      | 4:01    |  |
| 13.            | "Got the Feeling"        |                                                                                                |                     | 3:37    |  |
| 14.            | "We Are"                 |                                                                                                |                     | 3:27    |  |
| Duração total: | Duração total:           | Duração total:                                                                                 | Duração total:      | 47:54   |  |

| Faixas bônus da edição das lojas Target |                  |                |              |         |  |
| N.º                                     | Título           | Compositor(es) | Produtor(es) | Duração |  |
| 15.                                     | "Credit"         |                |              |         |  |
| 16.                                     | "Next Plane Out" |                |              |         |  |
| 17.                                     | "All Right"      |                |              |         |  |